# Jimmy Bryan
Jimmy Bryan (n. 28 ianuarie 1926 - d. 19 iunie 1960) a fost un pilot de curse auto american care a evoluat în Campionatul Mondial de Formula 1 între anii 1952 și 1960.
1. 1 2  Jimmy Bryan, Find a Grave, accesat în 9 octombrie 2017
2. ↑  Find a Grave, accesat în 3 iulie 2024